# Stenhomalus tetricus
Stenhomalus tetricus là một loài bọ cánh cứng trong họ Cerambycidae.